# Smash (banda)
Smash fue un grupo español de rock psicodélico con tintes bluseros y progresivos, originario de Sevilla, que estuvo activo entre 1967 y 1973. Tras publicar los álbumes de estudio Glorieta de los lotos y We come to smash this time, el cantaor Manuel Molina se incorporó a la banda con el que  publicaron los sencillos El garrotín / Tangos de Ketama y Ni recuerdo ni olvido, lo que los convirtió en pioneros del rock andaluz.

## Historia
La banda empezó su actividad en 1968, tras la ruptura del grupo Gong con su mánager, Gonzalo García-Pelayo, que decide ofrecer a Gualberto los instrumentos de Gong a condición de que forme un nuevo grupo. Después de sondear a varios músicos conocidos, junta a Julio Matito, que se encargaría del bajo y de cantar, y a Antonio Rodríguez, que pasaría a tocar la batería. Del nombre se encargó Gonzalo, que fue el que les bautizó como Smash. Al año siguiente empezaron a ensayar y en el verano de 1969 se presentan y ganan el Festival de Grupos del Estrecho celebrado en Algeciras y organizado por Jesús Quintero. También participa otro grupo, Los Solos, con un guitarrista danés de aspecto hippie que, atraído por el flamenco, recaló en Andalucía; se llamaba Henrik Liebgott (o Henrik Michael) y poco después se convertiría en componente de Smash. Así se completó la formación inicial.
A finales de 1969 graban con el sello Diábolo dos sencillos, “Scoutting / Sonetto” (Diábolo, 1969), y "Scoutting / Ensayo N.º 1” (Diabolo, 1970), con poca distribución. Con ellos se dan a conocer en el ambiente underground español. Fichan por Phillips y lanzan un par de singles que tienen una mayor distribución, tanto que el Club de Lectores recoge ambos singles para elaborar su único EP. En otoño de ese año lanzaron su disco de debut, “Glorieta de los Lotos” (Phillips, 1970). Fue bien acogido por la crítica más vanguardista del país, en especial por la revista Musical Express. A finales de 1970, Oriol Regás pone a su disposición un apartamento en la Costa Brava, nuevo equipo instrumental y un adelanto para que hagan lo que quieran. Pero Phillips, compañía que nunca había creído en ellos y que les metía presión para que grabasen temas estándar de la época, les exige finiquitar el contrato y graban su segundo disco, “Esta Vez Venimos a Golpear” (Phillips, 1971), producido como el anterior por el locutor sevillano Alfonso Eduardo, para el sello Phonogram.
A finales de 1971, Ricardo Pachón, mánager del grupo, convence a Manuel Molina, guitarrista flamenco como su padre, para que entre en el grupo. Él se niega, pero al ofrecerle sacarle de la mili lo acepta. Oriol Regás propone a Alain Milhaud como productor y con él graban multitud de canciones más cercanas al flamenco, pero solo verán la luz las canciones que el sello considera más comerciales. La primera muestra fue el sencillo “El Garrotín / Tangos de Ketama” (Bocaccio, 1971), donde se produce una clara inflexión hacia la mezcla de rock y flamenco. El sencillo «El garrotín», construido sobre el palo flamenco del mismo nombre, con letra en castellano e inglés, fue un gran éxito comercial. El resultado final desagrada a Gualberto, que lo encuentra suave y comercial. Intentan convencerle para que siga, pero no hubo marcha atrás. 
“Por aquella época, uno de los mánagers habló conmigo y me dijo que si aguantaba dos años me iba a forrar y que después ya haría la música que verdaderamente me gustaba”:
Esto no le gustó nada y se marcha del grupo antes de que se edite el sencillo. Aunque la idea del grupo había sido de Gonzalo García-Pelayo, el nombre comercial Smash pertenecía a Gualberto, que lo registró a su nombre porque era el único que tenía el carnet del sindicato de músicos. Así que hizo un trato con los mánagers y les cedió el nombre de Smash a cambio de que le dieran su guitarra y el amplificador. Pero cuando firmó lo que querían, no le dieron nada. Sus compañeros no sabían nada de esto, ni tampoco Gualberto se lo dijo, simplemente se fue a Estados Unidos. 
Ya sin Gualberto dentro del grupo, Alain Milhaud prepara lo que sería su tercer disco, pero tras la salida al mercado de “Ni Recuerdo, Ni Olvido” (Bocaccio, 1972), Julio Matito deja el grupo y el resto del grupo decide no seguir y dar por concluida la aventura.
Después de la separación, cada uno siguió su camino, Gualberto se fue de España y comenzó su carrera en solitario explorando la fusión del rock progresivo y la música hindú con el flamenco y también trabajando como arreglista. Julio Matito también emprendió una carrera en solitario, mientras que Antonio ("Antoñito Smash") ha colaborado con otros artistas como Goma, Pata Negra, Silvio y Luzbel y Kiko Veneno. Henrik volvió a su país para seguir tocando en grupos de sonido flamenco y Manuel Molina formó el dúo Lole y Manuel con su mujer Dolores Montoya.
Años más tarde, cuando el catálogo de Bocaccio pasó a Zafiro, Vicente Romero buscó todas las sesiones de los últimos tiempos del grupo para poder sacar un disco, pero solo encontró cinco temas. Aparecieron como Cara A en un LP titulado “Vanguardia y Pureza del Flamenco” (Chapa, 1978), en cuya cara B aparece una selección de cantes del cantaor Agujetas con el guitarrista Manolo Sanlúcar. 
A finales de los 70 Julio Matito se involucra en política gracias a que conoce y traba amistad con diversos políticos socialistas, años más tarde bastante importantes, y anarco-sindicalistas, pero rápidamente se decepcionó de ella y se metió en un barco seis meses. Cuando volvió, propuso a Gualberto y Antonio retomar Smash. Para la presentación de la reaparición acordaron ir al programa Musical Express, dirigido por Ángel Casas. Grabaron un programa dedicado solo al grupo. Se le pidió a Julio que se quedara unos días en Barcelona para realizar una entrevista para completar el programa. Al día siguiente de la grabación, Julio Matito falleció en un accidente de automóvil, dando al traste con el proyecto. 
Smash fueron de los primeros grupos que fusionaron el flamenco con el rock, y padres de lo que se dio por llamar el rock andaluz, ejerciendo una gran influencia en los años siguientes a su desaparición.
En los últimos años, la banda se ha reunido en ocasiones puntuales para celebrar su legado.

## Estética
La visión estética del grupo se hace explícita en el texto Cosmogonía de la estética de lo borde, donde afirman que: 

No se trata de hacer "flamenco pop" ni "blues aflamencados", sino de corromperse por derecho, y sólo puede corromperse uno por el palo de la belleza... La diversión no es el cachondeo, sino la bronca que te pega la belleza. Imagínate a Bob Dylan en un cuarto, con una botella de Tío Pepe, Diego del Gastor a la guitarra y la Fernanda y la Bernarda de Utrera haciendo compás. Y dile a Bob Dylan que cante sus canciones. ¿Qué le entraría a Bob Dylan por ese cuerpecito? Pues lo mismo que a Manuel Molina cuando empieza a cantar por bulerías con sonido eléctrico:

Aunque digan lo contrario, / yo sé bien que esto es la guerra, / puñalaítas de muerte / me darían si pudieran.
Smash, Cosmogonía de la estética de lo borde.

## Miembros
- Gualberto García – Guitarra (1968-1971)
- Julio Matito – Voz y bajo (1968-1973)
- Antonio Rodríguez –Batería (1968-1973)
- Henrik Liebgott –Guitarra y violín (1969-1973)
- Manuel Molina –Voz (1971-1973)

## Discografía
La discografía se encuentra en su totalidad en Todas sus grabaciones (1969-1978), con los temas «Scouting» y «Sonetto» cambiados de orden, así como los temas «I Left You» y «One Hopeless Whisper» igualmente cambiados. Además, cuenta con la versión original de «Ensayo nº 1» como tema instrumental, ya que la compañía de discos Diábolo introdujo por error la canción «You're not real» del grupo catalán Vértice. Para diferenciarlos, sirve que la versión original es un instrumental y la otra es cantada y suena una armónica en los primeros compases. Este tema aparece por error en el sencillo Scouting / Ensayo nº 1, Diábolo (1970), y «Nacimiento del Rock en Andalucía»

### Álbumes de estudio
- Glorieta de los lotos, Polygram Ibérica (1970).
- We come to smash this time, Polygram Ibérica (1971).

### Álbumes recopilatorios
- Vanguardia y pureza del flamenco (cara A) (1978).
- Todas sus grabaciones (1969-1978).

### Sencillos
- Scouting / Sonetto, Diábolo (1969).
- Scouting / Ensayo nº1,  Diábolo (1970).
- I Left You / One Hopeless Whisper, Philips (1970).
- Decission / Look At The Rainbow, Philips (1970).
- Decision / I Left You , Pérgola (1970).
- Well, you know / Love Millonaire, Philips (1970).
- We come to smash this time/ My funny girl, Philips (1971).
- El garrotín / Tangos de Ketama, Bocaccio (1971).
- Ni recuerdo ni olvido (parte 1/ parte 2) , Bocaccio (1971).
- Ni Recuerdo ni Olvido (parte 1/ parte 2) , Chapa (1978).

## Filmografía
- Gervasio Iglesias, El Underground: La ciudad del arcoíris (2003).